# Anacolosa ilicoides
Anacolosa ilicoides är en tvåhjärtbladig växtart som beskrevs av Maxwell Tylden Masters. Anacolosa ilicoides ingår i släktet Anacolosa och familjen Aptandraceae. Inga underarter finns listade i Catalogue of Life.